# La cabeza viviente
La cabeza viviente o El ojo de la muerte es una película de terror mexicana de 1963 dirigida por Chano Urueta y protagonizada por Ana Luisa Peluffo, Abel Salazar, Mauricio Garcés y Germán Robles.

## Trama
Un grupo de arqueólogos, liderados por el profesor Mueller, hallan la tumba de Acatl, un antiguo guerrero azteca, donde encuentran los restos momificados de Xochiquetzal. Pero la cabeza del arcaico guerrero, que está perfectamente conservada, intentará castigar a los sacrílegos académicos.

## Reparto
- Ana Luisa Peluffo como Marta / Xochiquétzal
- Abel Salazar como Inspector Toledo
- Mauricio Garcés como Roberto / Acatl (la cabeza viviente)
- Germán Robles como Prof. Muller
- Guillermo Cramer como Xiu (el sumo sacerdote)
- Antonio Raxel como Prof. Urquizo
- Eric del Castillo como Detective asesinado por Xiu
- Salvador Lozano como Prof. Rivas
- Álvaro Matute como Detective